# Крушевица (Росоман)
Крушевица (мкд. Крушевица) је насеље у Северној Македонији, у средишњем делу државе. Крушевица је насеље у оквиру општине Росоман.

## Географија
Крушевица је смештена у средишњем делу Северне Македоније. Од најближег већег града, Кавадараца, насеље је удаљено 22 km северно.
Насеље Крушевица се налази у историјској области Тиквеш. Село је смештено у долини реке Вардар, у западном делу Тиквешке котлине. Насеље је положено на приближно 270 метара надморске висине, у бреговитом подручју. Западно од насеља издиже се планина Клепа.
Месна клима је измењена континентална са значајним утицајем Егејског мора (жарка лета).

## Становништво
Крушевица је према последњем попису из 2021. године имала 2 становника. Почетком 20. века претежно становништво били су Турци, који су после Првог светског рата иселили у матицу, а на њихово место дошли су преци данашњих становника.
Претежна вероисповест месног становништва је православље.
| Национални састав према попису из 2021.‍ | Национални састав према попису из 2021.‍ | Национални састав према попису из 2021.‍ | Национални састав према попису из 2021.‍ | Национални састав према попису из 2021.‍ |
| --------------------------------------- | --------------------------------------- | --------------------------------------- | --------------------------------------- | --------------------------------------- |
|                                         |                                         |                                         |                                         |                                         |
| Македонци                               | Македонци                               |                                         | 2                                       | 100%                                    |